# Joliet Prison
La Joliet Correctional Center, meglio nota come Joliet Prison è stata una prigione dell'Illinois, negli USA, attiva dal 1858 al 2002. 
Ormai chiusa da anni, non ha più funzioni detentive, è divenuta famosa grazie alla serie televisiva Prison Break della Fox Network che l'ha usata come set per la prima e seconda stagione. Parte dell'edificio si può vedere anche nella scena iniziale del film-cult The Blues Brothers del 1980.

## Il carcere
Completato con un costo totale di 75.000 dollari, l'impianto aveva spazio per 761 detenuti, il che lo rendeva la più grande prigione degli Stati Uniti e un modello per altre carceri.
I primi 33 detenuti arrivarono nel maggio del 1858, gli ultimi prigionieri furono trasferiti successivamente nel luglio del 1860.
Durante la guerra civile criminali e prigionieri di guerra vennero confinati proprio all'interno della Joliet.
Nel 1872 la popolazione aveva raggiunto 1239 detenuti, un numero record per un singolo carcere, mentre dal 1870 il carcere iniziò ad avere anche dei contratti di lavoro con le imprese locali.
La Joliet prison fu lenta nell'ammodernare la struttura: nel 1910 non c'erano acqua corrente né servizi igienici nelle celle. La costruzione del vicino Stateville Correctional Center, iniziata nel 1917, era destinata a portare alla chiusura dell'impianto. Questo non avvenne ed entrambe le prigioni furono gestite simultaneamente per il resto del ventesimo secolo.
Il numero di detenuti toccò un picco di 1300 nel 1990, raggiungendo le 1156 unità ancora nel 2000, sebbene la capienza fosse stata aumentata a 1300 nel periodo 1999-2000, da 1180 in precedenza. Nel 2000 il numero di dipendenti era intorno a 541.

## Detenuti famosi
Nel 1924 la Joliet prison ospita i criminali Nathan Leopold e Richard Loeb, due ricchi studenti della University of Chicago, che nello stesso anno furono condannati per il rapimento e l'assassinio di Robert "Bobby" Franks. I due furono salvati dalla pena di morte per merito del noto avvocato Clarence Darrow, famoso per la sua costante opposizione alla pena capitale.
Successivamente nel 1978 fu carcerato anche John Wayne Gacy, conosciuto anche come il Killer Clown per aver stuprato e ucciso 33 vittime tra cui adolescenti e adulti maschi, 27 dei quali seppelliti sotto la sua abitazione. L'omicida venne giustiziato con iniezione letale nel 1994.

## Chiusura
La Joliet prison chiude definitivamente come carcere di detenzione nel febbraio 2002. Tagli di bilancio e la natura obsoleta e alquanto pericolosa della struttura sono stati i motivi principali. 
Tutti i detenuti e la maggior parte del personale furono trasferiti nello Stateville Correctional Center.
La Joliet ha comunque continuato come centro di assunzione fino a marzo 2004.

## Televisione, film e letteratura
Fin dalla sua chiusura la struttura è stata usata come set di vari film e telefilm tra cui:
- La prigione compare all'inizio del film The Blues Brothers del 1980 di John Landis come location per le riprese ed è il soprannome di Jake "Joliet" Blues interpretato da John Belushi.
- Nel 1999 nell'episodio 13 della terza stagione di Early Edition, il criminale mafioso immaginario Antonio Birelli, interpretato da Ernest Borgnine, viene liberato dalla prigione.
- La rete americana Fox Network, ha girato la prima e seconda stagione del telefilm Prison Break nella struttura vecchia del carcere. Tale prigione era conosciuta come "Fox River State Penitentiary".
- Il penitenziario di Joliet è inoltre una delle ambientazioni principali del nono episodio della prima stagione della serie Netflix Mindhunter.
- Dall'Antologia di Spoon River di Edgar Lee Masters:

epigrafe Silas Dement,
"... Quando tornai da Joliet/ c'era un nuovo Tribunale con una cupola./Perch'ero stato punito..."
epigrafe Mrs Merritt,
"...Silenziosa per trent'anni di prigione!/E i cancelli di ferro di Joliet/si aprirono quando le guardie mute e grigie/mi portarono fuori nella bara."